# Трельяж

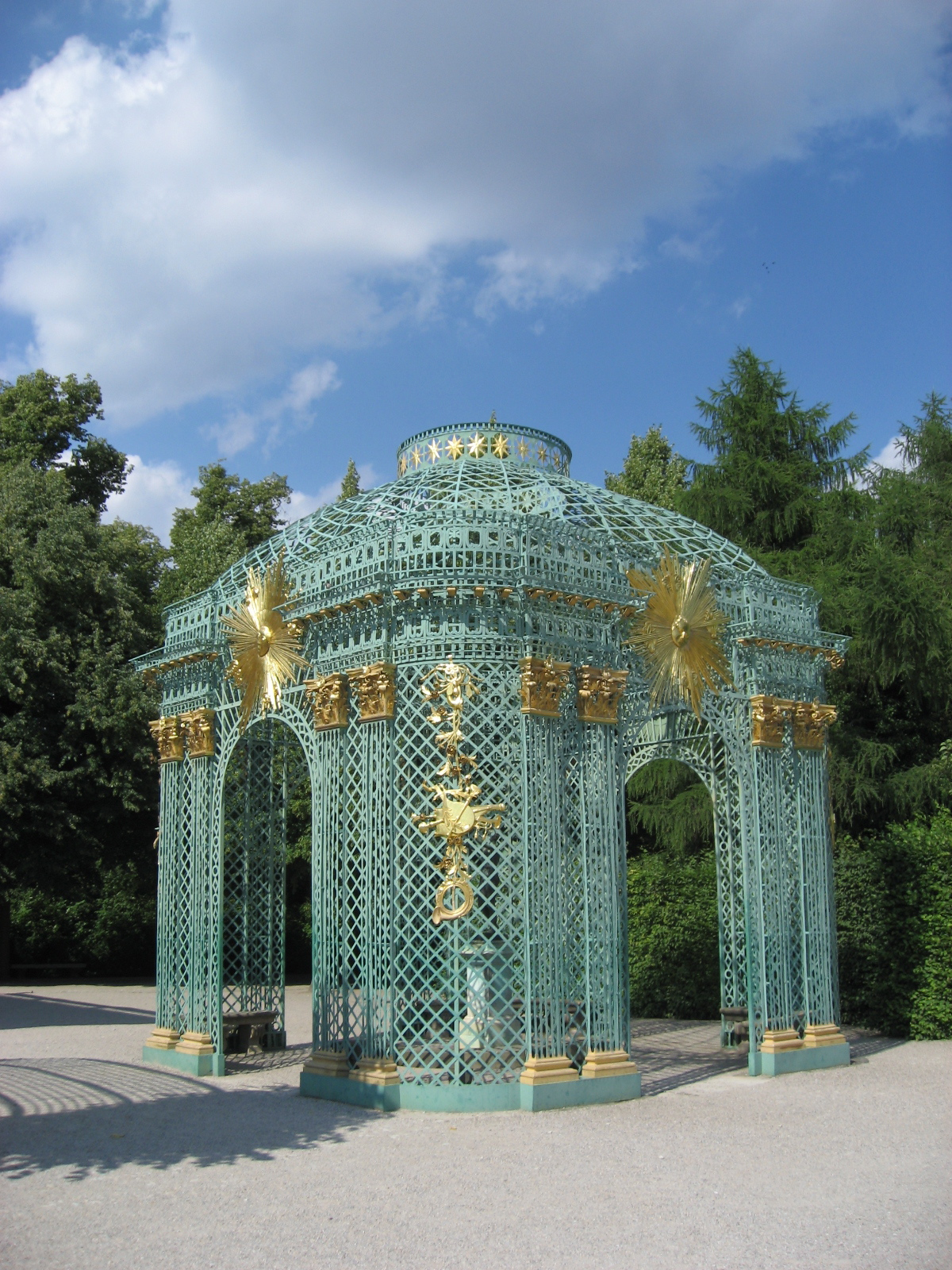
Беседка в парке Сан-Суси. Потсдам. 1747. Архитектор Г. В. фон Кнобельсдорф

Трелья́ж (фр. treillage — решётка, сетка) — многозначный термин. В садово-парковом искусстве — решётчатая конструкция для вьющихся растений, а также павильон типа берсо («люлька») для вьющейся зелени, пергола (крытый, сводчатый проход), беседка с ажурными стенками или стена, образуемая ветвями посаженных у её основания вьющихся или стелющихся растений. Обычно такие конструкции делают из перекрещивающихся по диагонали деревянных реек, подходящих для всех видов растений. Подобные сооружения известны с античности. Они изображены в росписях древних Помпей и повторяются в мраморных рельефах древнеримских надгробий: решётчатая дверь символизирует вход в загробный мир.
Сооружения для вьющейся зелени были непременной частью парков французского регулярного стиля: парка Версаля, Сан-Суси в Потсдаме, Верхнего и Нижнего садов в Петергофе петровского времени близ Санкт-Петербурга. Эфемерность подобных сооружений приводила к тому, что многие из них оказались утраченными, но их изображения сохранились в гравюрах и акварелях. Некоторые воссозданы при реставрации исторических садов и парков. Рисунок косой сетки, типичный для таких сооружений, послужил основой распространённого типа геометрического орнамента, который так и назвали: трельяж. Орнамент «трельяж» типичен для «большого стиля» эпохи Людовика XIV (второй половины XVII века) во Франции, а также стиля французского Регентства и рококо XVIII века. Художники-декораторы Пьер Лепотр, Жан Берен, Клод Одран использовали этот мотив, наряду с другими, в орнаментальных гравюрах и театральных декорациях. Мотив трельяжа помещали на тканях, повторяли в деревянной резьбе и чеканке по металлу в сочетании с ламбрекенами и рокайлями.
Позднее возникло ещё одно значение слова «трельяж» (иной этимологии) — трёхстворчатое зеркало, как правило в сочетании с туалетным столиком. Такая мебель также порождена эпохой французского Регентства и рококо.

## Галерея

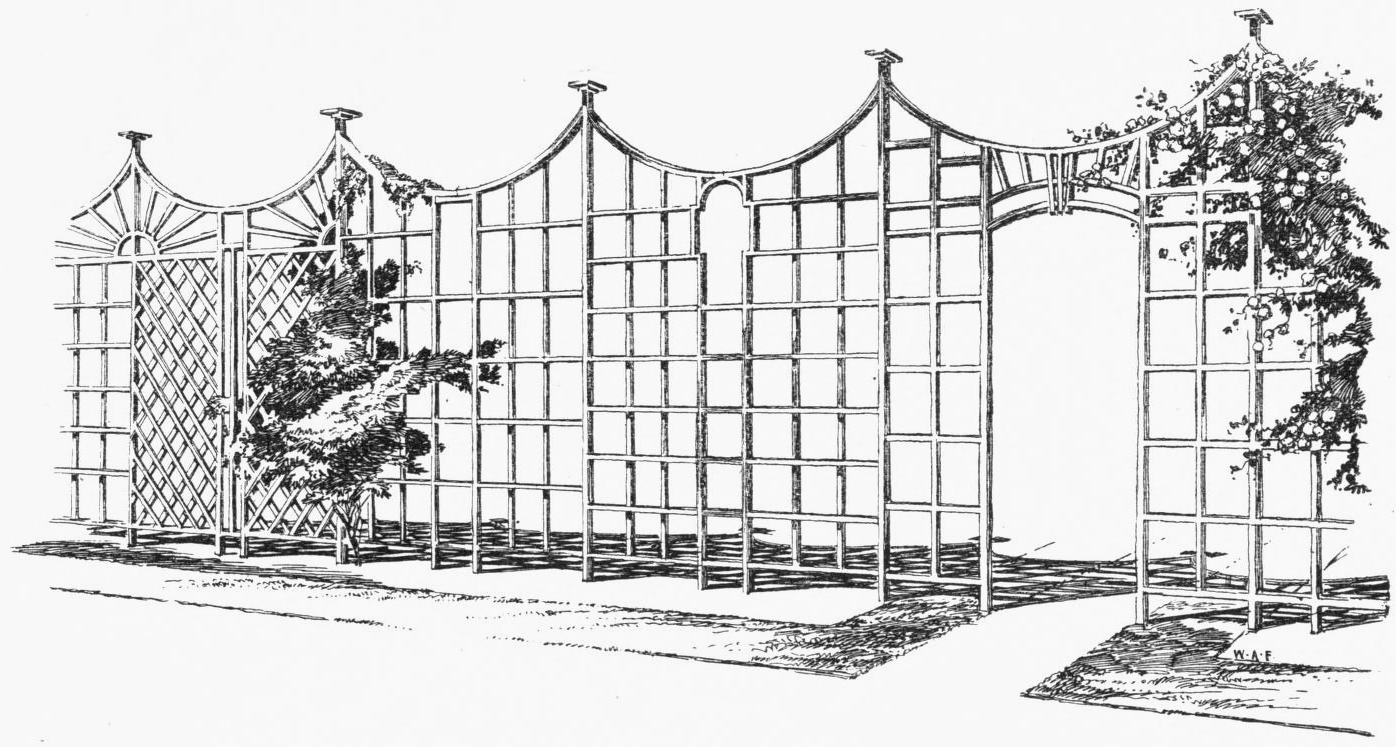
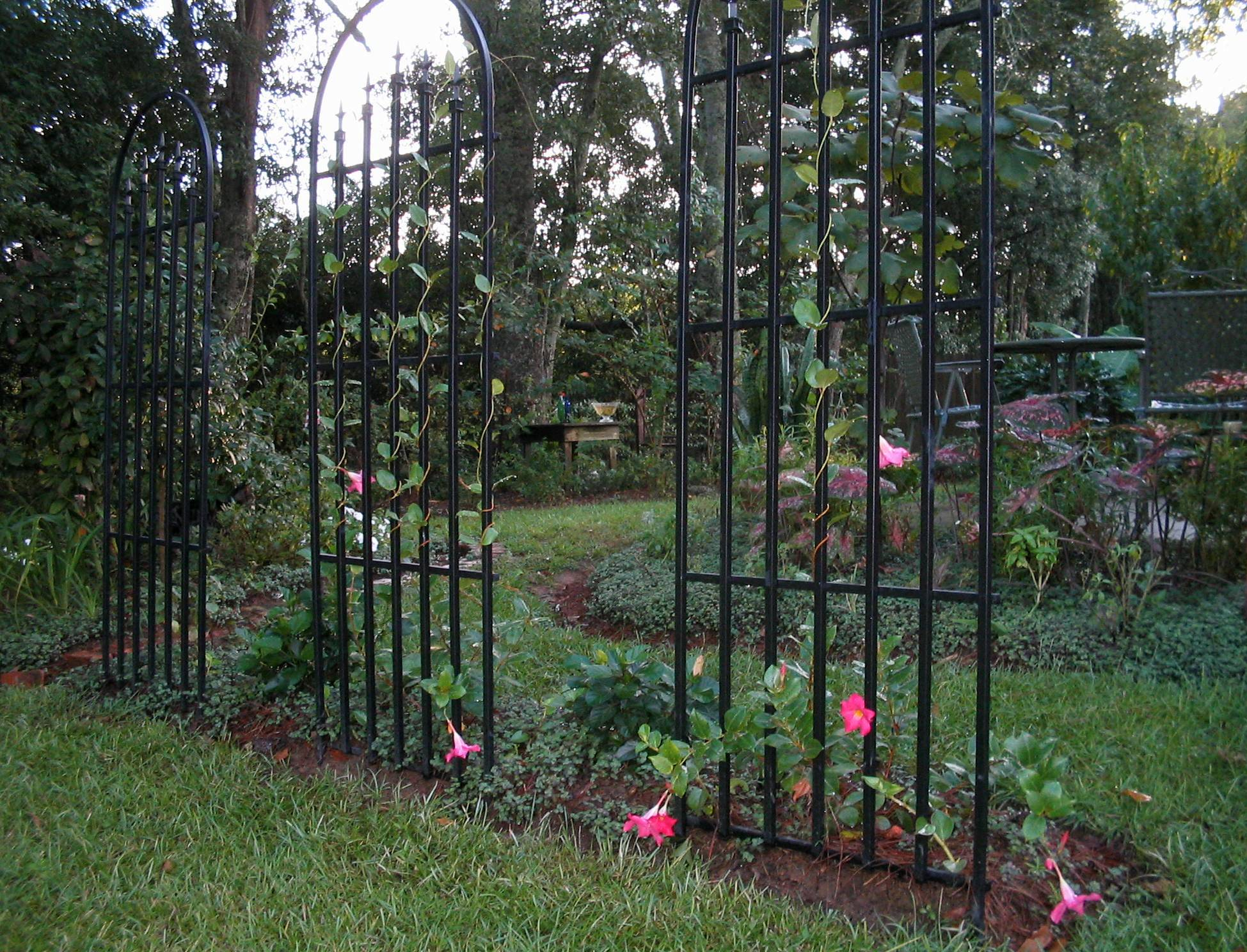
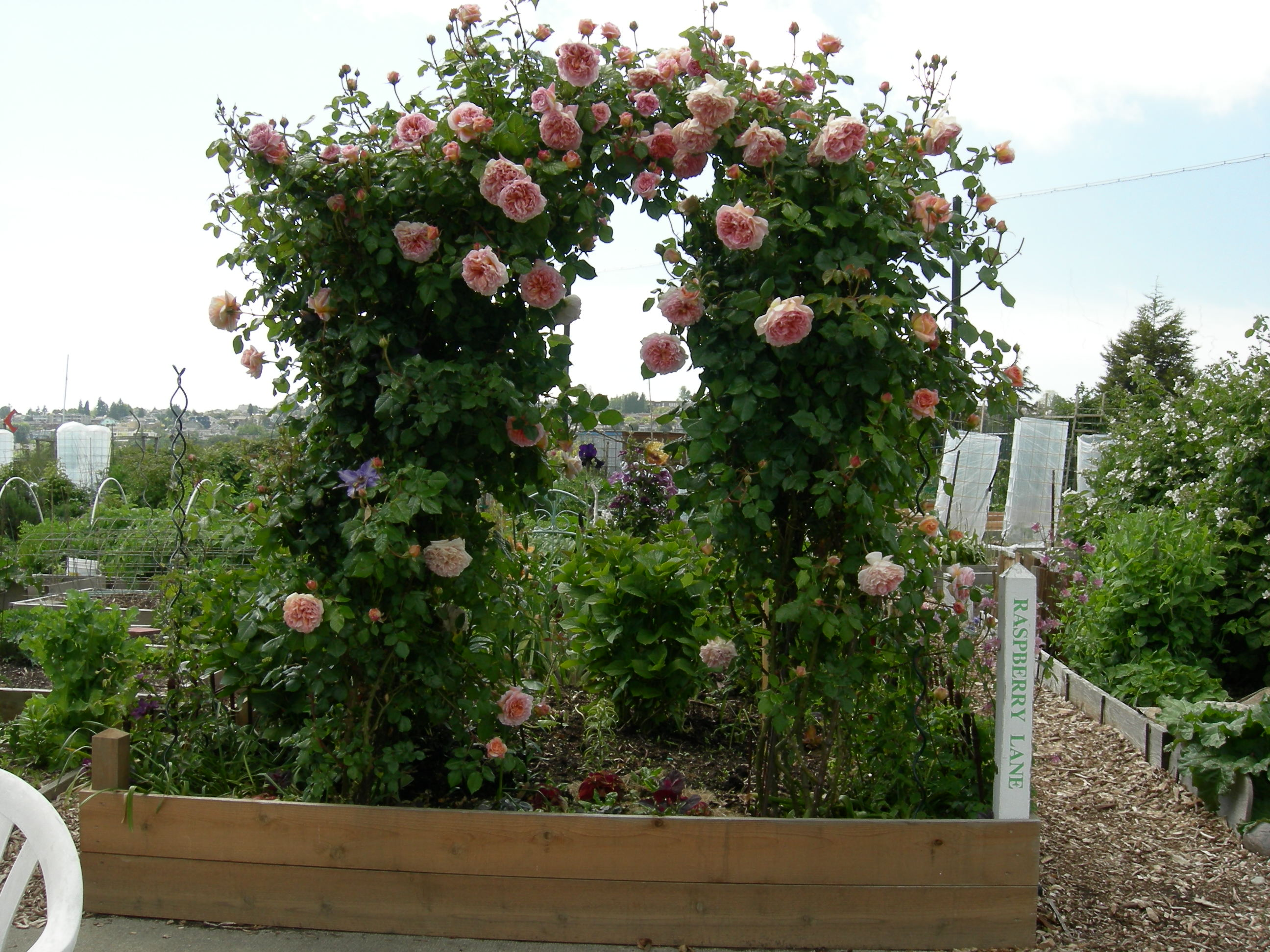
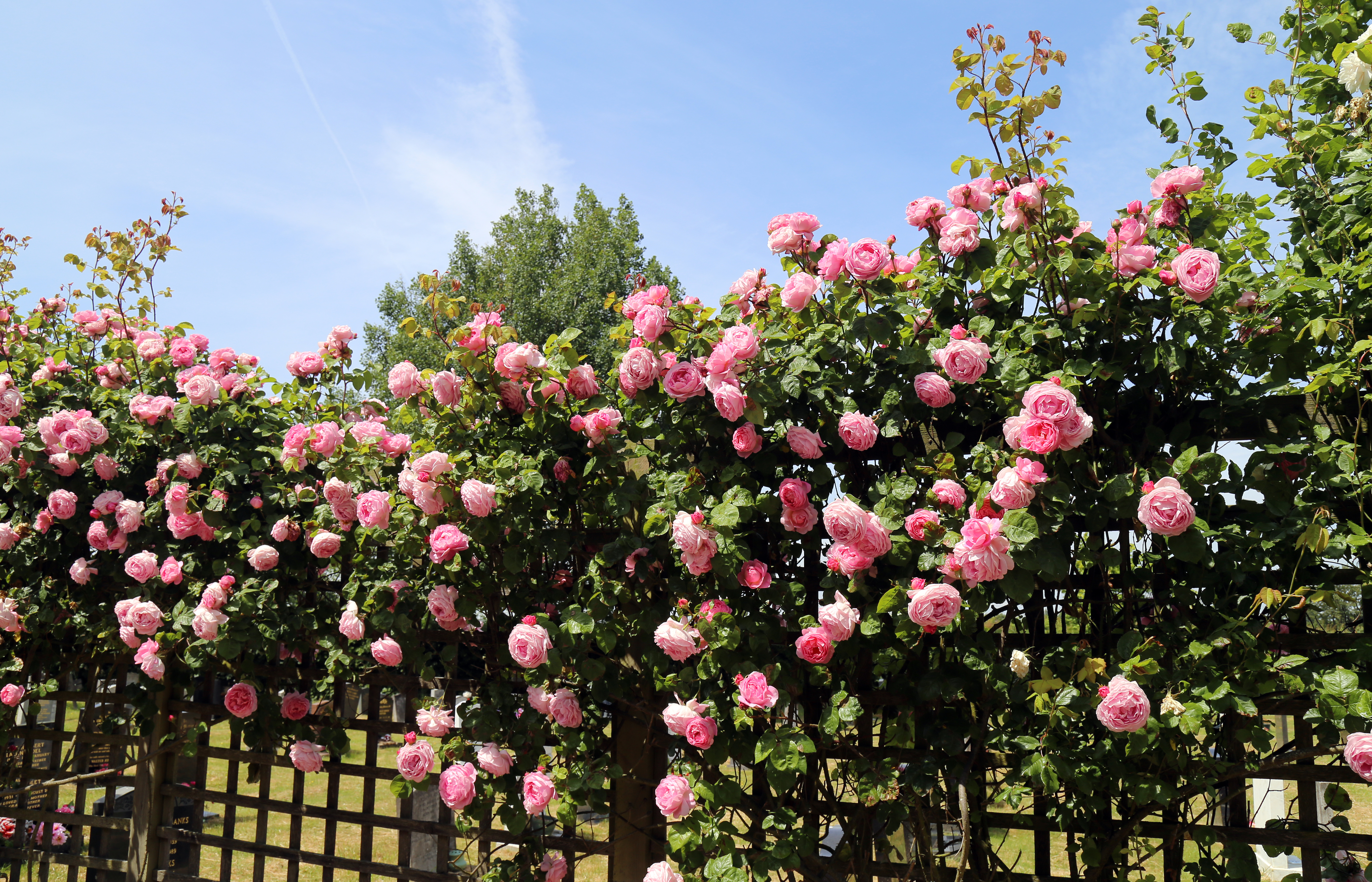
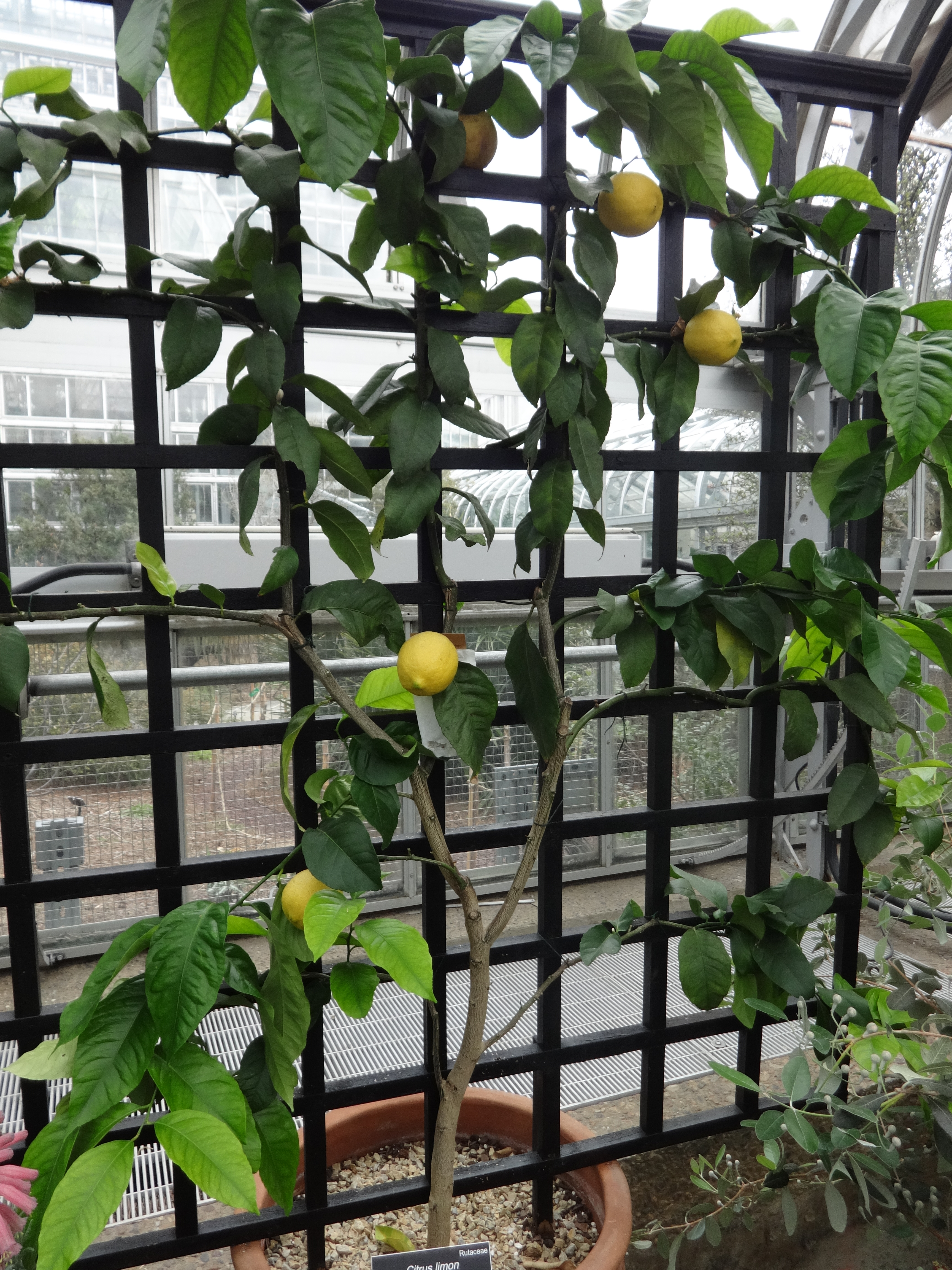